# Australie aux Jeux olympiques d'hiver de 1968
Cet article contient des informations sur la participation et les résultats de l'Australie aux Jeux olympiques d'hiver de 1968, qui ont eu lieu à Grenoble en France. 

## Résultats

### Patinage de vitesse

#### Hommes
| Athlète      | Épreuve | Finale       | Finale |
| Athlète      | Épreuve | Temps        | Rang   |
| ------------ | ------- | ------------ | ------ |
| Colin Coates | 500 m   | 43 s 3       | 41     |
| Colin Coates | 1 500 m | 2 min 16 s 7 | 49     |

### Ski alpin

#### Hommes
| Athlète       | Épreuve      | Qualification | Qualification | Qualification | Qualification | Finale        | Finale | Finale        | Finale | Finale        | Finale |
| Athlète       | Épreuve      | Manche 1      | Rang          | Manche 2      | Rang          | Manche 1      | Rang   | Manche 2      | Rang   | Total         | Rang   |
| ------------- | ------------ | ------------- | ------------- | ------------- | ------------- | ------------- | ------ | ------------- | ------ | ------------- | ------ |
| Malcolm Milne | Descente     | –             | –             | –             | –             | –             | –      | –             | –      | 2 min 05 s 36 | 24     |
| Malcolm Milne | Slalom géant | –             | –             | –             | –             | 1 min 51 s 25 | 38     | 1 min 52 s 60 | 35     | 3 min 43 s 85 | 33     |
| Malcolm Milne | Slalom       | 1 min 23 s 26 | 5             | 58 s 08       | 1 Qualifié    | 56 s 36       | 41     | 56 s 06       | 25     | 1 min 52 s 42 | 24     |

### Ski de fond

#### Hommes
| Athlète     | Épreuve | Course            | Course |
| Athlète     | Épreuve | Temps             | Rang   |
| ----------- | ------- | ----------------- | ------ |
| Ross Martin | 15 km   | 58 min 00 s 2     | 60     |
| Ross Martin | 30 km   | 1 h 55 min 17 s 3 | 60     |

## Référence
- (en) Cet article est partiellement ou en totalité issu de l’article de Wikipédia en anglais intitulé « Australia at the 1968 Winter Olympics » (voir la liste des auteurs).